# Артен (Лоар и Шер)
Артен (фр. Artins) насеље је и општина у централној Француској у региону Центар (регион), у департману Лоар и Шер која припада префектури Вандом.
По подацима из 2011. године у општини је живело 297 становника, а густина насељености је износила 25,34 становника/km². Општина се простире на површини од 11,72 km². Налази се на средњој надморској висини од 80 метара (максималној 139 m, а минималној 57 m).

## Демографија
| 1962. | 1968. | 1975. | 1982. | 1990. | 1999. | 2011. |
| ----- | ----- | ----- | ----- | ----- | ----- | ----- |
| 298   | 317   | 265   | 272   | 247   | 282   | 297   |

График промене броја становника у току последњих година